# 上本町YUFURA
上本町YUFURA（うえほんまちユフラ）は、大阪府大阪市天王寺区上本町六丁目（上六）にある複合商業施設である。「ゆらりふらりと何度でも立ち寄りたくなる気持ちよい場所、心地よい空間」をイメージしてYUFURAと名づけられた。

## 概要
近鉄大阪上本町駅ビル内にある近鉄百貨店上本町店の南隣に立地する。大阪新歌舞伎座と39店のショップの他、オフィスが入居する地上13階建ての複合ビルである。
もともとこの場所は2004年（平成16年）2月に閉館した近鉄劇場の跡地であったが、中央区難波において2009年（平成21年）6月30日に閉館した大阪新歌舞伎座を誘致し、2010年（平成22年）8月23日にプレオープン後、同年8月26日にグランドオープンした。
地下1階-5階のほとんどは近鉄百貨店（商業開発本部）が運営・管理する専門店街、6階が大阪新歌舞伎座、7階-13階がオフィスとなっている。オフィスフロアには近鉄グループの企業が入居。
地下1階、4階、5階には近鉄百貨店上本町店との連絡通路が、2階には上本町駐車場、バスセンター、シェラトン都ホテル大阪との連絡通路がある。

## 主なテナント
地下1階
- 食品専門店 ハーベス
- サブウェイ

1階
- グローバルワーク（メンズ/レディス/キッズ）
- コルテラルゴ（レディス/雑貨）
- マクドナルド
- ハーネスドッグ（ペットファッション）

2階
- 無印良品
- Dr.ストレッチ（ストレッチ専門店）
- エリフェ（レディス/雑貨）
- アネモネ（アクセサリー/雑貨）
- りそな銀行

3階
- ABCマート
- ジンズ（眼鏡）
- オリヒカ（メンズ/レディス）
- カフェモロゾフ
- セリア（100円ショップ）
- リフレッシュサロン ラフィネ（リラクゼーション）
- 三井住友銀行

4階
- ユニクロ 大阪府最大級の規模。

5階
- 道頓堀 今井
- しゃぶかつ かつき
- 旬魚旬彩 うおまん
- ナナズグリーンティー
- 生麺工房 鎌倉パスタ
- 創鶏料理 鶏太郎
- 丸福珈琲店
- 廻転寿司 CHOJIRO

6階
- 大阪新歌舞伎座 1階席から3階席まであり、合計1453席を有する。

7階 - 13階（オフィス棟）
- 近鉄グループホールディングス事業開発・グループ連携推進部
- 近鉄不動産本社
- 近鉄ゴルフアンドリゾート本社
- 近鉄リテーリング本社
- 近鉄レストラン本社
- 近鉄技術ホールディングス本社
- 近鉄情報システム本社
- 近畿文化会

## アクセス
自動車
- 千日前通沿いにある近鉄上本町駐車場、シェラトン都ホテル大阪駐車場を利用。

自転車・バイク
- 上町筋上本町7丁目北交差点を東折したあと左折し、店の東側の駐輪場を利用。

鉄道
- 近畿日本鉄道（近鉄） - 大阪上本町駅南出口よりすぐ。
- Osaka Metro（千日前線・谷町線） - 谷町九丁目駅 - 8号出口より徒歩約1分。